# اس‌ال گرین
اس‌ال گرین (انگلیسی: SL Green) شرکت املاک آمریکایی است، که در سال ۱۹۹۷ توسط استفان گرین تأسیس شد.